# Lo sposo deluso

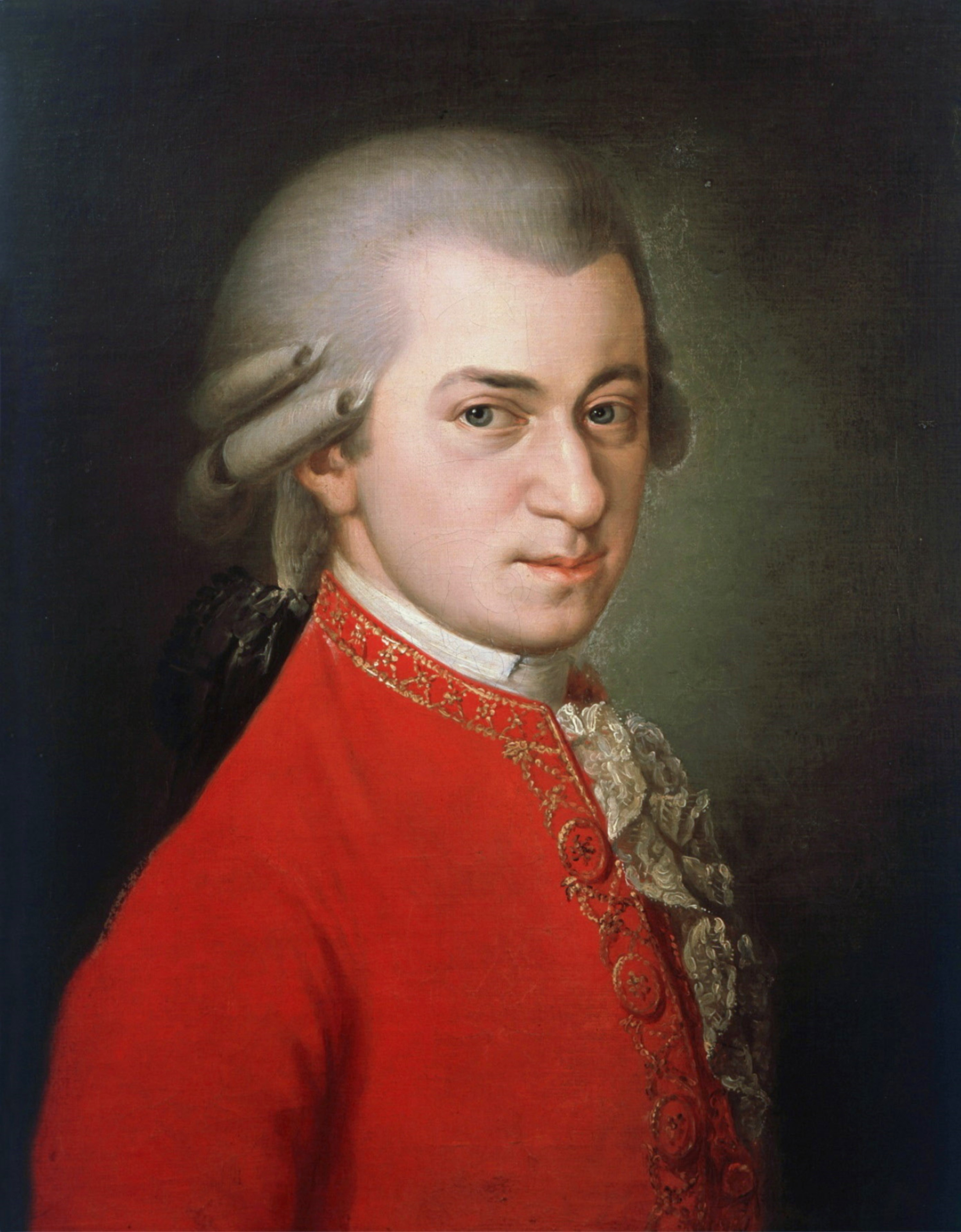
Wolfgang Amadeus Mozart

Lo sposo deluso, ossia La rivalità di tre donne per un solo amante (Den lurade brudgummen eller Tre kvinnors rivalitet om en älskare) (K. 430/424) är en ofullbordad opera buffa i två akter med musik av Wolfgang Amadeus Mozart och libretto av en okänd författare.

## Historia
Mozart arbetade sannolikt på operan under andra halvåret 1783. Endast en ouvertyr som övergår i en kvartett, två arior i skissformat och en fullbordad terzett fullbordades. Det finns inga referenser till verket i Mozarts brev och inga bevis för att Lorenzo Da Ponte skulle ha varit författaren. Den 15 november 1797, sex år efter Mozarts död, arrangerade Mozarts änka Constanze så att ouvertyren och öppningskvartetten framfördes i Prag vid en konsert. De sångare för vilka Mozart skrev operan skulle senare medverka vid premiären av Figaros bröllop 1786.

## Personer
- Bocconio Papparelli (bas)
- Eugenia (sopran)
- Don Asdrubale (tenor)
- Bettina (sopran)
- Pulcherio (tenor)
- Gervasio (bas)
- Metilde (sopran)

## Handling
Den rike men dumme Bocconio Papparelli vill gifta sig med den vackra men stolta Eugenia. Hon har tidigare älskats av den bråkige officeren Don Asdrubale, men som nu älskas av Bocconios brorsdotter Bettina.